# 阿基·里希拉赫蒂
阿基·帕辛波伊卡·里希拉赫蒂（芬蘭語：Aki Pasinpoika Riihilahti，1976年9月9日—），出生于芬兰赫尔辛基，是一位现役芬兰国脚，效力芬超的HJK赫爾辛基。他所打的位置是防守中场。

## 生平

### 球會
里希拉赫蒂的球員生涯是於HJK赫尔辛基（HJK Helsinki）展開，1995年首次代表球队在芬超出场。之后他随球队夺取1997年芬超联赛冠军，和两座芬兰杯。在1998—1999赛季，他还曾在欧洲足球冠军联赛中出场。
1999年他转会到挪威的瓦勒伦加（Vålerenga I.F.）。在挪威度过两个赛季后，里希拉赫蒂在2001年来到水晶宫，成为球迷宠儿。2004—05年球季，他随水晶宫升入了英超，从而第一次在欧洲顶级足球联赛中出场。虽然在这个赛季中，水晶宫没有保级成功，但里希拉赫蒂的表现却可圈可点——在英超联赛中，他为球队出场28次，打进4球，另有3个助攻。不过在这个赛季的后半段和之后的一个赛季，里希拉赫蒂受到了伤病的困扰，大大影响了他的出场次数和其他统计数据。2006年夏季合約屆滿後，轉投剛降級的凱沙羅頓。2007年轉到瑞典的佐加顿斯，再於2009年回到HJK赫尔辛基。

### 國家隊
里希拉赫蒂第一次代表芬兰国家队出场是在1998年2月5日，当时的对手是塞浦路斯。自2000年至今，里希拉赫蒂都是芬兰国家队的常备队员，并经常出任主力。

## 個人
许多人熟知里希拉赫蒂，并非因为其在球场上之表现。里希拉赫蒂的嗜好是写作，是芬兰国内知名晚报Iltalehti和世界知名报纸《泰晤士报》的专栏作家。其专栏擅以独到视角描绘足球圈内之众生百态。其文章风趣幽默之风格，使不少人認住了其名字。

## 荣誉
- 芬兰超级联赛冠军：1997年
- 芬兰杯：1996年、1998年